# Hártyásszárnyúak
A hártyásszárnyúak (Hymenoptera) a rovarok osztályának (Insecta), a felsőrendű vagy szárnyas rovarok (Pterygota) alosztályának egyik rendje. Az egyik legfejlettebb rovarcsoportnak tekinthető, mivel a bogarak (Coleoptera) után a legnagyobb fajszámú rend: ismert fajaik száma kb. 280−300 000, de folyamatosan fedeznek fel újabb és újabb, eddig nem ismert, főképp parazita életmódú fajokat, így ez a szám folyamatosan növekszik.

## Ismertető
Erősen specializált rovarok. Fajszámukat csak a bogaraké múlja felül, és valószínűleg sok ezer faj vár még felfedezésre, különösen az élősködő darazsak között. Elképesztő változatosságuk a rend ökológiai jelentőségét tükrözi. Észak-Amerika mérsékelt övi erdeiben a hangyák annyi tápanyagot forgatnak vissza a talajba, mint a földigiliszták. A trópusi Dél-Amerikában a hangyák és a termeszek együttes biomasszája felülmúlja az összes többi állatét, beleértve a kapibarákat (Hydrochoerinae), a tapírokat és az embereket is! Az élősködő darazsak hatalmas nyomást gyakorolnak a rovarpopulációra, és sok fajukat alkalmazzák a kártevők elleni biológiai védekezésben. A megporzó hártyásszárnyúak (különösen a méhek) életfontosságúak: gazdaságilag is fontos szerepet játszanak a Föld növényzetének fenntartásában.

## Származásuk, elterjedésük
A sarki jégsivatagok és a hasonló éghajlatú magashegységek kivételével szinte mindenütt előfordulnak.
A közel 300 000 leírt fajból hazánkban mintegy 6000 él, de még nálunk is sorra fedeznek fel újabb és újabb kis termetű fajokat.

## Megjelenésük, felépítésük
Hosszuk néhány centimétertől a milliméter tizedrészéig változó úgy, hogy alkatuk is igen változatos. Testük három fő testtájra tagolódik.

### Fej
Szabadon mozgatható fejük két oldalán egy-egy nagy összetett szem a látás szerve. Különösen az ivaros példányok homlokán általában három egyszerű pontszemet is találhatunk. Csápjuk lehet hosszú, fonalas, vagy rövidebb, 7−12 ízből összetett térdes csáp. Szájszervük általában rágó típusú. Ám a méhféléké (Apidae) állkapcsa és alsó ajka nyaló-szívó szájszervvé forrt össze úgy, hogy közben a rágó is megmaradt. Az alsó ajak töve kicsiny, az áll hosszú, a két belső karéj megnyúlt, és hosszában összeforradva csatornaszerű ajakvéget hozott létre, amellyel a méh képe felszívni a nektárt a virág termőjének tövében lévő mézfejtőből (nektárium).

### Tor
Előtoruk kicsiny, a közép- és utótor összeforrt; a középtor a tor legfejlettebb része. Többségük első potrohszelvénye szorosan az utótorhoz nőtt, így a tor látszatra 4 szelvényből alakult. A potroh vagy széles alappal csatlakozik a torhoz, vagy az első és második potrohszelvény közötti befűződés (az ún. darázsderék) nyelessé teszi a potrohot. Járólábaik olykor ásásra, pollengyűjtésre stb. módosultak. A lábfej öt ízből áll és két karomban végződik. A toron növő két pár szárny közül az első pár fejlettebb, a hátsó kisebb. Nevüket onnan kapták, hogy ritkán színezett szárnyaik hártyásak. A hátsó és elülső szárnyat apró horgok kapcsolják működési egységbe. A szárnyak erezete nem túl gazdag. Egyes fajaik (és például a hangyák egyes alakjai) másodlagosan szárnyatlanok.

### Potroh
Potrohuk 6-7 jól fejlett szelvényből épül fel. Potrohfüggelékeik egyes alakoknál tojócső, másoknál fullánk. Az ősibb hártyásszárnyúaknak még van a peték lerakására szolgáló tojócsöve. A fejlettebb, magasabbrendű hártyásszárnyúak tojócsöve fullánkká alakult — ez az eredeti, szaporító funkcióra már alkalmatlan. A fullánkban futó vékony csatorna a méregmirigyben végződik; ennek váladéka jut a megszúrt állat sebébe.

### Mirigyeik
Előbelükhöz fejlett nyálmirigyek kapcsolódnak; Malpighi-edényeik száma széles tartományban (8−125) változó. Trachearendszerükben a hosszanti fő-tracheatörzsek egységes, nagy léghólyagokká olvadtak össze. Petecsöveik rekeszszáma változó. Központi idegrendszerük (az agydúc) igen fejlett, amire főleg a társadalomalkotó csoportoknak van szükségük (ilyenek a darazsak, hangyák, méhek között egyaránt előfordulnak).

## Egyedfejlődésük
Lárváik teljes átalakulással fejlődnek imágóvá. A lárvák két alaptípusa
- a lábatlan nyű és
- a pajorszerű álhernyó.

Bábjuk szabad, és sokszor kokont sző maga köré.

## Életmódjuk, élőhelyük
Ragadozók és növényevők egyaránt akadnak közöttük.
Az imágók magányos vagy társas rovarok. Utóbbiak élhetnek fejletlenebb társadalomban, mint a sárgafoltos papírdarázs (Polistes gallicus) vagy olyan fejlettebbekben, mint  a hangyák vagy a házi méh. Utóbbiakat államalkotó (euszociális) rovaroknak nevezzük.

## Rendszertani felosztásuk
A rendet két jól elkülöníthető alrendre osztják:
- ülőpotrohú hártyásszárnyúak vagy növényevő darazsak (Symphyta)
- nyeles potrohú hártyásszárnyúak vagy fullánkosdarázs-alkatúak (Apocrita).

A két alrenden belül közel 100 családot különböztetünk meg; ezek nagy része darázsalkatú, 8 hangya- és 6 méhalkatú.